# 別列江卡
49°41′31″N 29°27′11″E / 49.69194°N 29.45306°E
別列江卡（烏克蘭語：Березянка），是烏克蘭北部的村莊，隸屬日托米爾州的別爾季切夫區。該村始建於1793年，面積3.15平方公里，海拔高度234米，2001年該村落人口689。